# رزی بنتام
رزی الیزابت بنتام (زاده ۲۹ ژوئیه ۲۰۰۱) یک هنرپیشه انگلیسی است که از ژانویه ۲۰۱۶ در نقش گبی توماس در امردیل ظاهر شده است. بنتام در سال ۲۰۰۱ از جان و ماریان بنتام متولد شد. پدرش جان، که کشیش دانشگاه ناتینگهام و کانون ساوتول مینستر بود، در ۶ اوت ۲۰۱۹ بر اثر آمبولی ریه درگذشت. بنتام در مدرسه امانوئل ناتینگهام تحصیل کرد. بنتام از وستهم یونایتد و همچنین باشگاه زادگاهش ناتینگهام فارست حمایت می‌کند.

## فیلم‌شناسی

### تلویزیون
| سال                | عنوان        | نقش                   |
| ------------------ | ------------ | --------------------- |
| ۲۰۱۶ - در حال حاضر | امردیل       | گبی توماس             |
| ۲۰۲۰               | کرکرجک!      | خودش - مهمان          |
| ۲۰۲۱، ۲۰۲۲ و ۲۰۲۳  | شنبه ماش آپ! | خودش - ۳ قسمت - مهمان |
| ۲۰۲۳               | لورن         | خودش - مهمان          |